# ESP игра
ESP-игра (англ. Extra Sensory Perceptron «экстрасенсорное восприятие») — компьютерная игра, в основу которой положена идея использования человеческих вычислительных ресурсов для выполнения ряда задач информатики, которые не могут быть решены компьютером (распознавание изображений для создания сложных метаданных), при этом сама задача распознавания представляется в занимательной форме.
Идею игры и первую версию предложил Луис фон Ан, профессор Университета Карнеги — Меллона . Google Inc. приобрела лицензию на создание своей собственной версии игры в 2006 году, чтобы улучшить результаты выдачи в поиске изображений. Версия игры от Google была закрыта 16 сентября 2011 года в связи с прекращением работы площадки «Лаборатория Google» в сентябре 2011.

## Идея
Распознавание изображений — очень сложная задача для компьютеров. Люди вполне способны на это, но они не будут делать это просто так. Поэтому если представить эту задачу в виде занимательной игры, у людей появится желание участвовать. Отвечая на вопрос о том, насколько игра увлекает игроков, собранные отзывы от пользователей оказались крайне положительными.
Владение большим количеством подписанных изображений является практически значимым; например, оно может быть использовано для более точного поиска изображений или повышения доступности для пользователей с ослабленным зрением (путём зачитывания компьютером названия изображения).
Сочетание двух человек, подписывающих изображение, повышает шансы того, что введенные слова окажутся подходящими и точными. Поскольку единственное, что есть общего у этих двух человек, — это то, что они оба видят одинаковую картинку, они должны ввести максимально подходящее название, чтобы согласовать его.
Авторы ESP игры представили доказательства того, что названия, получаемые с помощью игры, были действительно полезными описаниями картинок. По результатам поиска случайно выбранных ключевых слов, доля  соответствующих изображений при поиске с помощью названий, полученных игрой, чрезвычайно высока. Дальнейшая оценка была достигнута путём сравнения названия, «сгенерированного» игроками с теми, которые были заданы для описания изображения изначально.

## Правила игры
Зайдя в игру, каждый пользователь автоматически соединяется с другим случайным игроком — оппонентом. Игроки не знают друг друга и не могут общаться между собой. После соедининения, игрокам показывается одно и то же изображение. Их задача состоит в согласовании слова, которое было бы уместным описанием для изображения. Они оба вводят возможные названия, и в тот момент, когда одно и то же слово было введено обоими игроками (не обязательно в одно и то же время), это слово и становится названием изображения. Когда становится согласовано одно название, игрокам демонстрируется новая картинка, и игра продолжается. Всего дается две с половиной минуты, чтобы назвать 15 изображений.
Оба игрока имеют возможность сообщить о желании пропустить картинку (отказаться). После того, как один из игроков «отказывается», второй игрок получает сообщение, что его партнер хочет пропустить изображение. Оба игрока должны отказаться, чтобы сменить картинку на другую.
Некоторые изображения имеют «табу» названия; т.е. слова, которые не могут быть введены в качестве описания картинки. Эти слова, как правило, связаны с изображением и призваны усложнить игру, т.к. они предотвращают использование наиболее простых «общих» слов, которые будут использоваться для обозначения образа. Слова-табу появляются в процессе самой игры. Если картинка показывается в первый раз, то она не имеет никаких слов-табу. Если же она однажды демонстрировалась, то у неё есть одно слово-табу — название, полученное в результате первой игры. При следующем использовании картинки для игры она уже будет иметь два слова-табу и так далее. Слова-табу выбираются системой автоматически: как только изображение было названо достаточное количество раз одним и тем же словом, оно становится «табу»; поэтому каждое изображение будет описано множеством различных слов.
Иногда игроку приходится играть с компьютером, без партнера-человека. Сама игра выступает в качестве оппонента, и демонстрирует игроку картинки с уже определенным описанием (которое было собрано с помощью ранее сыгранных игр между реальными людьми). Это необходимо в случае, если в данный момент играет нечетное число людей, и не удается разбить их по парам.
В конце 2008 года, игра была переименована в GWAP (англ. «Game With A Purpose» — «игра с целью»), с новым пользовательским интерфейсом. Некоторые другие игры, которые также были созданы Луисом фон Аном, такие как "Peekaboom" и "Phetch", были остановлены в этот момент.

## Обман системы
Ан описал контрмеры, которые мешают игрокам «обманывать» систему, вводя заведомо ложные данные. Игрокам иногда демонстрируются «контрольные» картинки, для которых заранее известно, что на них изображено, благодаря этому можно проверить, отвечали игроки честно или нет. Все данные, введенные игроком учитываются только при условии, что он успешно прошел «тестовую» картинку.
Кроме того, название сохраняется только при условии, что определенное число игроков (N) указали его. В этот момент список слов-табу очищается, и картинка отправляется в игру заново, как будто это совсем новое изображение. Если X — вероятность того, что название неправильно, то после N повторений игр вероятность попадания «неправильного» названия составляет {\displaystyle X^{N}}, при условии, что повторы являются независимыми друг от друга.
В текущей реализации ESP игра призывает игроков указывать «очевидные» названия для картинок, которое скорее всего приведет к соглашению с оппонентом. Но эти названия часто могут быть получены из названий, которые уже представлены, с использованием соответствующей языковой модели, нужно лишь добавить немного дополнительной информации системе. Microsoft разработала научно-исследовательский проект — языковую модель, которая рассматривает вероятность появления следующего возможно добавленного названия. Эта модель затем используется в программе, которая затем играет в ESP игру, не глядя на изображение.

## Выбор изображения
Выбор изображения, используемого в ESP игре, влияет на интерес игрока. Ведь игра будет скучной, если все изображения берутся из одного сайта и похожи между собой.
При первом запуске ESP игра использовала коллекцию из 350000 изображений, выбранных разработчиками. Более поздние версии использовали фильтрованные случайные изображения из Интернета. Такие изображения повторно поступают в игру, пока не будут полностью подписаны. Случайные изображения были получены с помощью "Random Bounce Me", веб-сайта, который выбирает страницу наугад из базы данных Google. К "Random Bounce Me" запросы поступали неоднократно, каждый раз собирая все изображения формата JPEG и GIF в случайной странице, кроме изображений, не соответствующих критериям: пустых, одноцветных изображений, изображений, размер которых меньше 20 пикселей по любому измерению или с соотношением сторон более {\displaystyle 4.5} или менее {\displaystyle {\frac {1}{4.5}}}. Этот процесс повторяется до тех пор, пока не соберется 350000 изображений. Затем изменяется их размер в соответствии с игровым интерфейсом. После этого из этих 350000 изображений выбираются случайные 15 для каждого сеанса игры.

## Внешние ссылки
- Creator's website
- Small ESP Game Dataset - A list of 100,000 images with English labels from the ESP Game.
- Google's Image Labeler
- Game With A Purpose
- "Labeling images with a computer game" von Ahn, Luis and Dabbish, Laura. 2004.